# Премии Московской Хельсинкской группы
Премии Московской Хельсинкской группы в области защиты прав человека — ежегодные премии, вручаемые с 2009 года. Организатор — старейшая в России правозащитная организация Московская Хельсинкская группа.

## Номинации
Премии присуждаются в следующих номинациях:
- За мужество, проявленное в защите прав человека
- За исторический вклад в защиту прав человека и в правозащитное движение
- За защиту прав человека средствами культуры и искусства
- За журналистскую деятельность по продвижению ценностей прав человека
- За вклад в правозащитное образование и развитие традиций защиты прав человека среди молодежи
- За отстаивание прав человека в суде
- За успехи в развитии и управлении правозащитными организациями
- За деятельность в защите социальных прав и интересов местных сообществ
- За экспертную и научную деятельность в области прав человека
- За заслуги в защите прав заключенных и других уязвимых групп (с 2018 года)
- За развитие традиций защиты прав человека среди молодёжи[2] (до 2017 года включительно)

Наиболее престижная номинация — «За мужество, проявленное в защите прав человека».

## Лауреаты

### За мужество, проявленное в защите прав человека
Лауреаты премии:
- 2009 — Наталья Эстемирова
- 2010 — Вадим Карастелев
- 2011 — Евгений Бобров
- 2012 — Сергей Мохнаткин
- 2013 — Валерия Приходкина
- 2014 — Лев Шлосберг
- 2015 — Гавхар Джураева
- 2016 — Станислав Дмитриевский
- 2017 — Элла Кесаева
- 2018 — Оюб Титиев
- 2019 — Ирина Бирюкова
- 2020 — Константин Котов
- 2021 — Ахмед Барахоев
- 2022 — Александр Шестун[4]
- 2023 — Дмитрий Иванов

### За исторический вклад в защиту прав человека и в правозащитное движение
Лауреаты премии:
- 2009 — Александр Даниэль
- 2010 — Юрий Шмидт
- 2011 — Борис Пустынцев
- 2012 — Олег Орлов
- 2013 — Юрий Савенко
- 2014 — Светлана Ганнушкина
- 2015 — Арсений Рогинский
- 2016 — Юрий Рыжов
- 2017 — Юрий Вдовин
- 2018 — Юрий Дмитриев
- 2019 — Александр Черкасов
- 2020 — Юлий Рыбаков
- 2021 — Михаил Федотов
- 2022 — Николай Сванидзе, Адам Михник (почётный диплом), Мэри Калдор[англ.] (почётный диплом)[5].
- 2023 — Ян Рачинский

### За защиту прав человека средствами культуры и искусства
Лауреаты премии:
- 2009 — Юрий Шевчук
- 2010 — Виктор Шендерович
- 2011 — Михаил Угаров
- 2012 — Владимир Синельников
- 2013 — Лия Ахеджакова
- 2014 — Андрей Макаревич
- 2015 — Артем Лоскутов
- 2016 — Юлий Ким
- 2017 — Гарри Бардин
- 2018 — Тимур Шаов
- 2019 — Кирилл Сахарнов
- 2020 — Мирон Фёдоров (Oxxxymiron)
- 2021 — Людмила Улицкая
- 2022 — Иван Алексеев (Noize MC)
- 2023 — Виталий Манский

### За журналистскую деятельность по продвижению ценностей прав человека
Лауреаты премии:
- 2009 — Елена Милашина
- 2010 — Зоя Светова
- 2011 — Леонид Никитинский
- 2012 — Кристина Горелик
- 2013 — Любовь Башинова
- 2014 — Айдер Муждабаев[комм. 1]
- 2015 — Лидия Графова
- 2016 — Елена Масюк
- 2017 — Григорий Шведов
- 2018 — Вера Васильева
- 2019 — Исрапил Шовхалов
- 2020 — Ева Меркачёва
- 2021 — Ирина Гребнева
- 2022 — Елена Костюченко
- 2023 — Катерина Гордеева

### За вклад в правозащитное образование и развитие традиций защиты прав человека среди молодежи
Лауреаты премии:
- 2009 — Рауф Габидулин
- 2010 — Любовь Волкова
- 2011 — Игорь Сажин
- 2012 — Ольга Зименкова
- 2013 — Оксана Преображенская
- 2014 — Виктор Шмыров
- 2015 — Сергей Лукашевский
- 2016 — София Иванова
- 2017 — Сергей Шаров-Делоне
- 2018 — Виктория Громова
- 2019 — Мария Гордеева
- 2020 — Аркадий Гутников
- 2021 — Анита Соболева
- 2022 — Павел Андреев
- 2023 — Елена Немировская

### За отстаивание прав человека в суде
Лауреаты премии:
- 2009 — Сергей Беляев
- 2010 — Анатолий Кононов
- 2011 — Анна Ставицкая
- 2012 — Эрнест Мезак
- 2013 — Мария Бонцлер
- 2014 — Рамиля Ахметгалиева
- 2015 — Иван Павлов
- 2016 — Марина Дубровина
- 2017 — Сергей Голубок
- 2018 — Арсений Левинсон
- 2019 — Илья Сиволдаев
- 2020 — Вера Гончарова
- 2021 — Мария Эйсмонт
- 2022 — Григорий Вайпан
- 2023 — Татьяна Окушко

### За успехи в развитии и управлении правозащитными организациями
Лауреаты премии:
- 2009 — Игорь Каляпин
- 2010 — Магомед Муцольгов
- 2011 — Валентина Череватенко[англ.]
- 2012 — Любовь Гарливанова
- 2013 — Андрей Блинушов
- 2014 — Лидия Рыбина
- 2015 — Ирина Протасова
- 2016 — Галина Арапова
- 2017 — Ольга Романова
- 2018 — Наталья Таубина
- 2019 — Алла Фролова
- 2020 — Григорий Мельконьянц
- 2021 — Ольга Сидорович
- 2022 — Григорий Охотин[вд]
- 2023 — Павел Чиков

### За деятельность в защите социальных прав и интересов местных сообществ
Лауреаты премии:
- 2009 — Андрей Бабушкин
- 2010 — Евгения Чирикова
- 2011 — Александр Гончаренко
- 2012 — Эмма Фельдштейн
- 2013 — Лариса Фефилова
- 2014 — Леонид Петрашис
- 2015 — Татьяна Котляр
- 2016 — Мадина Магомедова
- 2017 — Дмитрий Краюхин
- 2018 — Любовь Мосеева-Элье
- 2019 — Борис Вишневский
- 2020 — Вероника Марченко
- 2021 — Альберт Сперанский
- 2022 — Марк Куперман
- 2023 — Александра Крыленкова

### За экспертную и научную деятельность в области прав человека
Лауреаты премии:
- 2009 — Галина Кожевникова
- 2010 — Сергей Бурьянов
- 2011 — Георгий Сатаров
- 2012 — Бэла Коваль
- 2013 — Александр Верховский
- 2014 — Сергей Шимоволос
- 2015 — Тамара Морщакова[комм. 2]
- 2016 — Елена Лукьянова
- 2017 — Евгений Ихлов
- 2018 — Валентин Гефтер
- 2019 — Лев Левинсон
- 2020 — Илья Шаблинский
- 2021 — Юрий Джибладзе
- 2022 — Татьяна Локшина[англ.]
- 2023 — Саркис Дарбинян

### За заслуги в защите прав заключенных и других уязвимых групп
Лауреаты премии:
- 2009 — Алексей Соколов
- 2018 — Людмила Альперн
- 2019 — Валентина Шайсипова
- 2020 — Николай Щур
- 2021 — Валентина Фридман
- 2022 — Григорий Михнов-Вайтенко
- 2023 — Ольга Садовская

### За развитие традиций защиты прав человека среди молодежи
Лауреаты премии:
- 2009 — Андрей Юров
- 2010 — Элла Полякова[англ.]
- 2011 — Анастасия Никитина
- 2012 — Юрий Блохин
- 2013 — Дмитрий Макаров
- 2014 — Нателла Болтянская
- 2015 — Ирина Щербакова
- 2016 — Наталья Синдеева
- 2017 — Елена Шахова